# Rivalta di Torino
Rivalta di Torino là một đô thị ở tỉnh Torino trong vùng Piedmont, có vị trí cách khoảng 14 km về phía tây nam của Torino, nước Ý. Tại thời điểm ngày 31 tháng 12 năm 2004, đô thị này có dân số 18.266 người và diện tích là 25,3 km².
Đô thị Rivalta di Torino có các frazioni (các đơn vị trực thuộc, chủ yếu là các làng) Pasta, Tetti Francesi, và Gerbole.
Rivalta di Torino giáp các đô thị: Rivoli, Villarbasse, Orbassano, Sangano, Bruino, Piossasco, và Volvera.